# St. Lorenz (Hof)

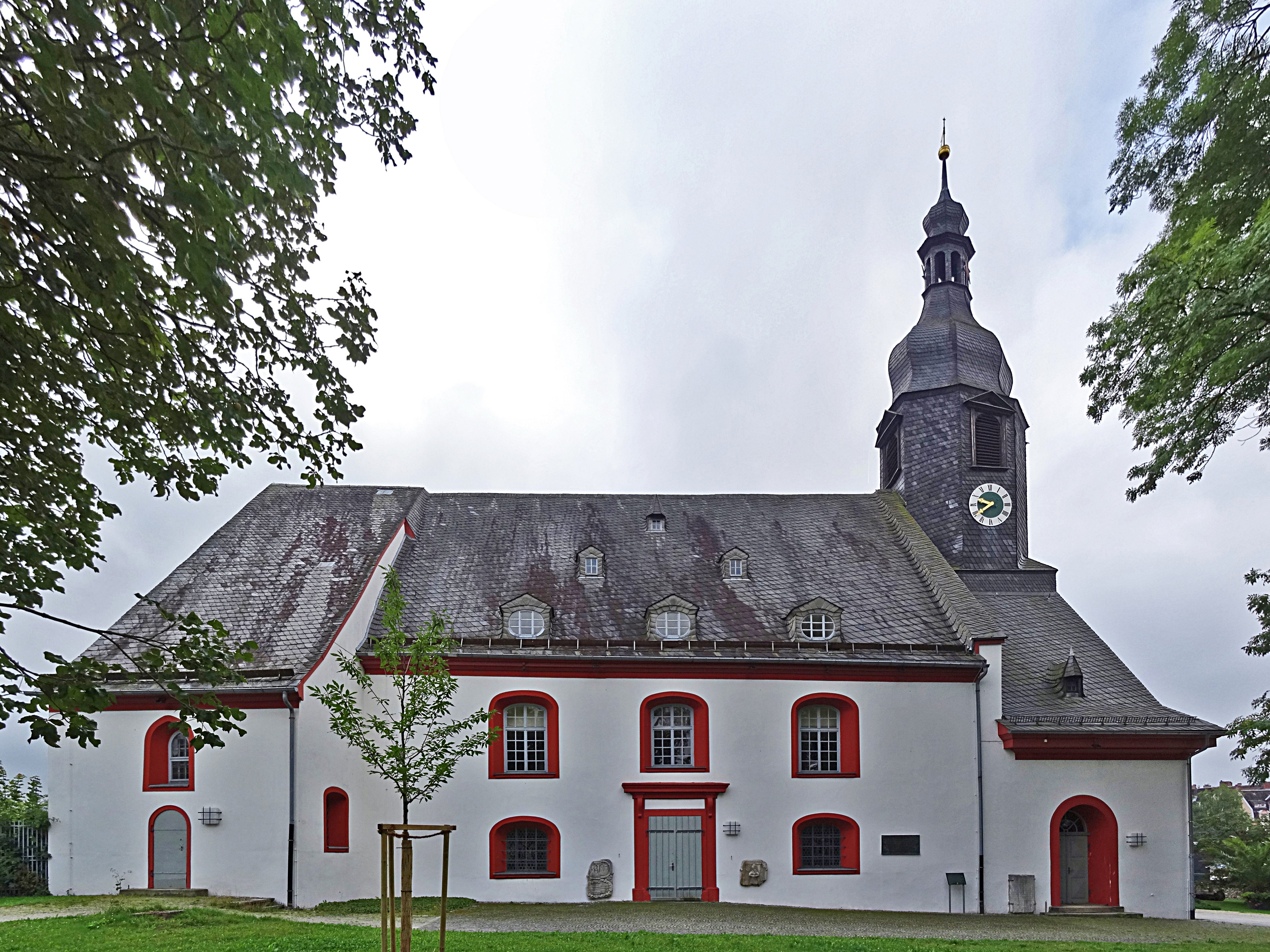
St.-Lorenz-Kirche

Die Kirche St. Lorenz ist seit der Reformation ein evangelisches Kirchengebäude in Hof. Als älteste Kirche der Stadt gilt sie als Mutterkirche (Urpfarrei) Hochfrankens.

## Geschichte
Die Pfarrei St. Lorenz wurde 1214 am Fest der heiligen Katharina von Alexandrien erstmals in einer Urkunde des Plebans Albert urkundlich erwähnt, der Kirchenbau wurde seitdem durch Brände und Kriege mehrmals zerstört und im Laufe der Jahrhunderte verändert und erweitert.

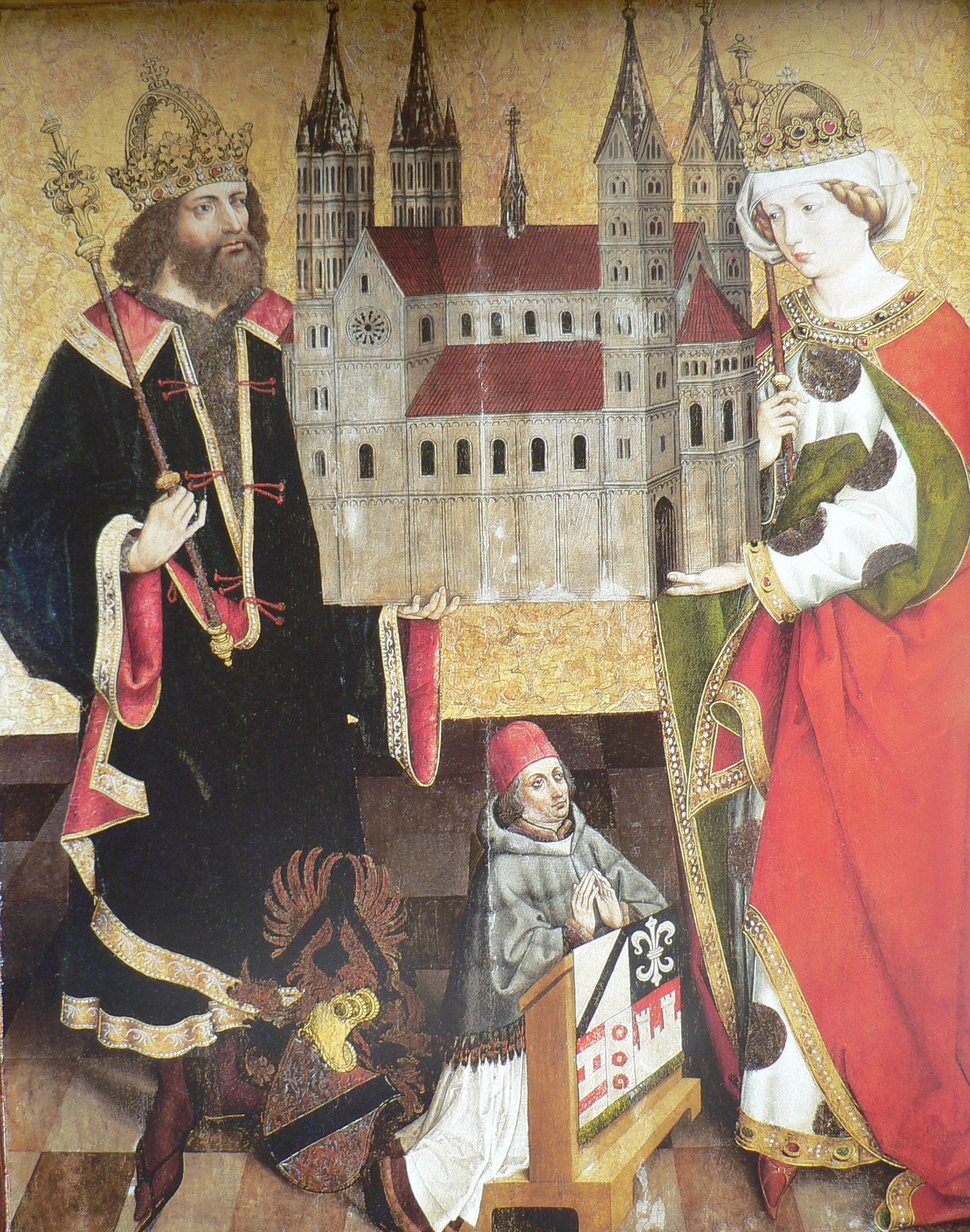
Hertnid-Altar

Urkundlich fassbar ist ein Streit, der sich durch das 14. Jahrhundert zog: Die reiche Mutterpfarrei St. Lorenz in Hof sollte auf Drängen des Bamberger Bischofs mit Rückhalt des Papstes von einem Bamberger Domherrn besetzt werden. Der Hofer Pfarrer aus der Familie von Weißelsdorf widersetzte sich 1374 dieser Anordnung, er wurde seines Amtes enthoben und über die Pfarrei ein Interdikt ausgesprochen; über die Landesherren, die Vögte von Weida und die Nürnberger Burggrafen wurde ebenfalls der Kirchenbann verhängt. Noch im Jahr 1374 löste der Nürnberger Burggraf Friedrich V. die Pfarrkirche zu Steben und die Kapelle zu Naila aus der Zugehörigkeit zu St. Lorenz heraus und übertrug die Lehens- und Besetzungsrechte dem Grafen Otto von Orlamünde und seinen Nachfahren.
Als Mutterkirche umfasste der Kirchensprengel im 15. Jahrhundert etwa den heutigen Landkreis Hof und reichte mit Gefell und Hirschberg bis in den Süden Thüringens und mit Großzöbern und Bobenneukirchen in den Südwesten Sachsens. Die Grenzlage zwischen Kursachsen und Brandenburg-Kulmbach führte zu langwierigen Verhandlungen um die sogenannten Streitpfarreien; der Streit zwischen Sachsen und Bayern wurde erst 1844 endgültig beigelegt.
Im 15. Jahrhundert verlor die Kirche durch den Aufschwung der Michaeliskirche an Bedeutung. 1553 wurde St. Lorenz bei der Belagerung Hofs im Zweiten Markgrafenkrieg geplündert und brannte ab, wenige Jahre später baute man die Kirche wieder auf. Zum Inventar gehören drei Pfarrerbilder aus den Jahren 1653, 1710 und 1732, die von den Mitgliedern der Hofer Malerfamilie Lohe, Heinrich Andreas und Heinrich Matthäus stammen. Der Tafelaltar wurde von Hertnid von Stein in Auftrag gegeben. 1674 wurde der Dachreiter in der Mitte des Kirchendachs durch einen Turm über dem Haupteingang ersetzt, der 1676 mit einer Turmuhr ausgestattet wurde. 1822 wurde die Kirche grundlegend im klassizistischen Stil umgestaltet.
Bis ins 20. Jahrhundert gab es in der Stadt Hof für evangelische Christen eine Kirchengemeinde mit mehreren Kirchen. Ab 1926 begann man die Struktur schrittweise zu verändern: 1926 wurde zunächst die bestehenbleibende Kirchengemeinde Hof in neun Seelsorgesprengel eingeteilt. Ab 1947 wurden diese Sprengel sukzessive in selbständige Kirchengemeinden umgewandelt. Dabei entstand 1947 die St.-Lorenz-Gemeinde.

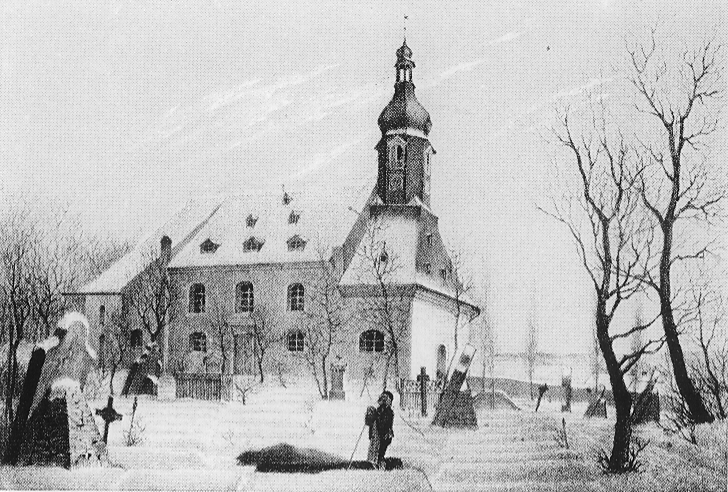
Lithografie von Georg Könitzer um 1850 mit dem 1906 aufgelassenen Friedhof
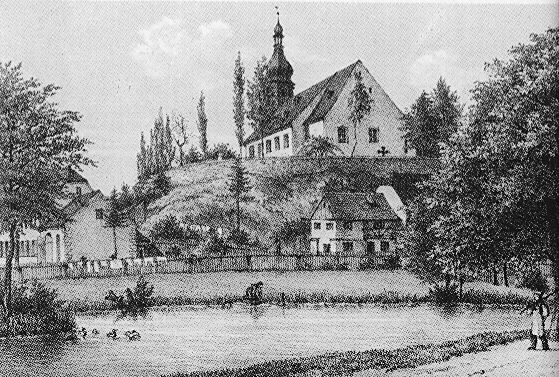
Weitere Lithografie mit Ansicht von Osten
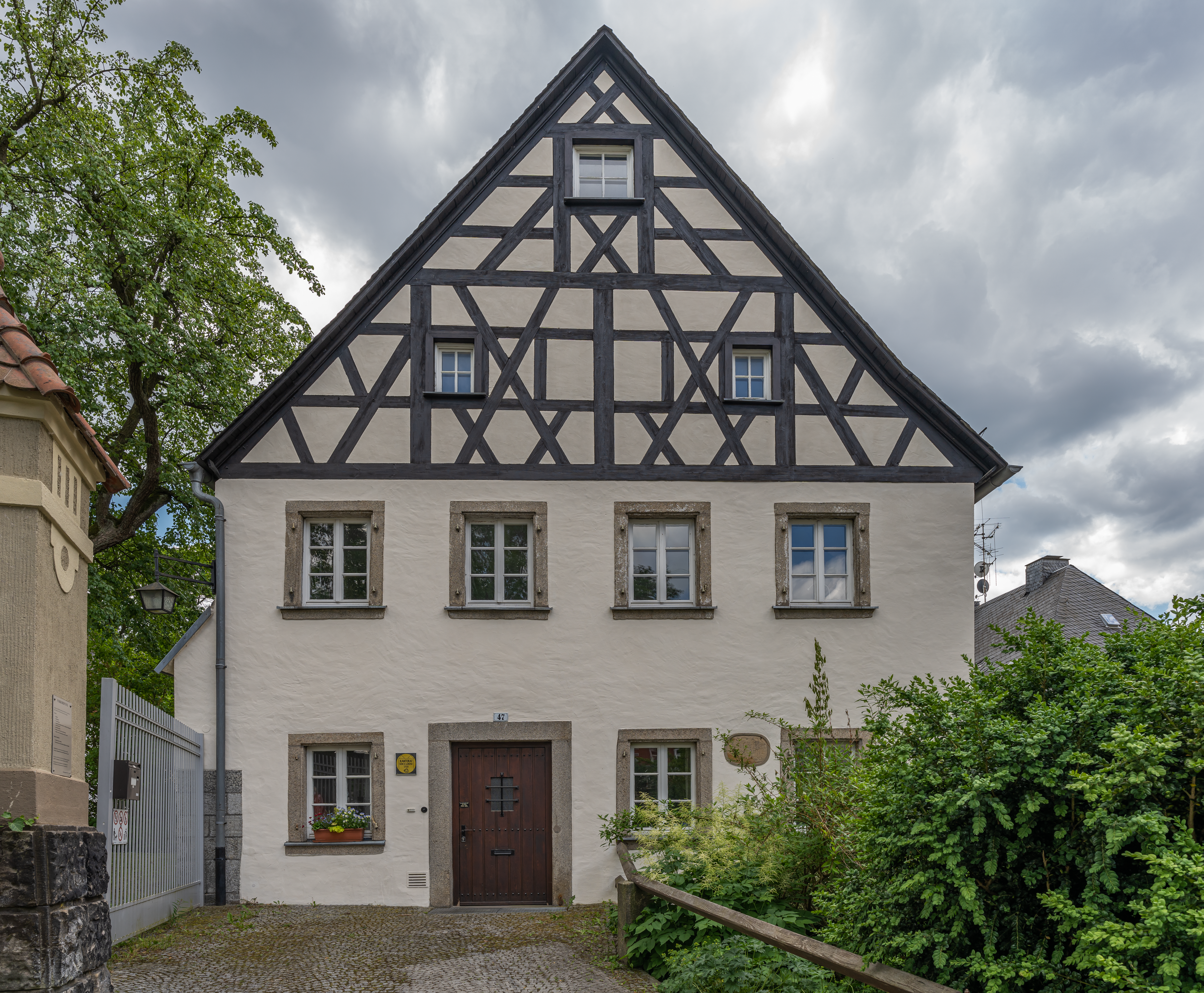
Ehemaliges Kantoratshaus
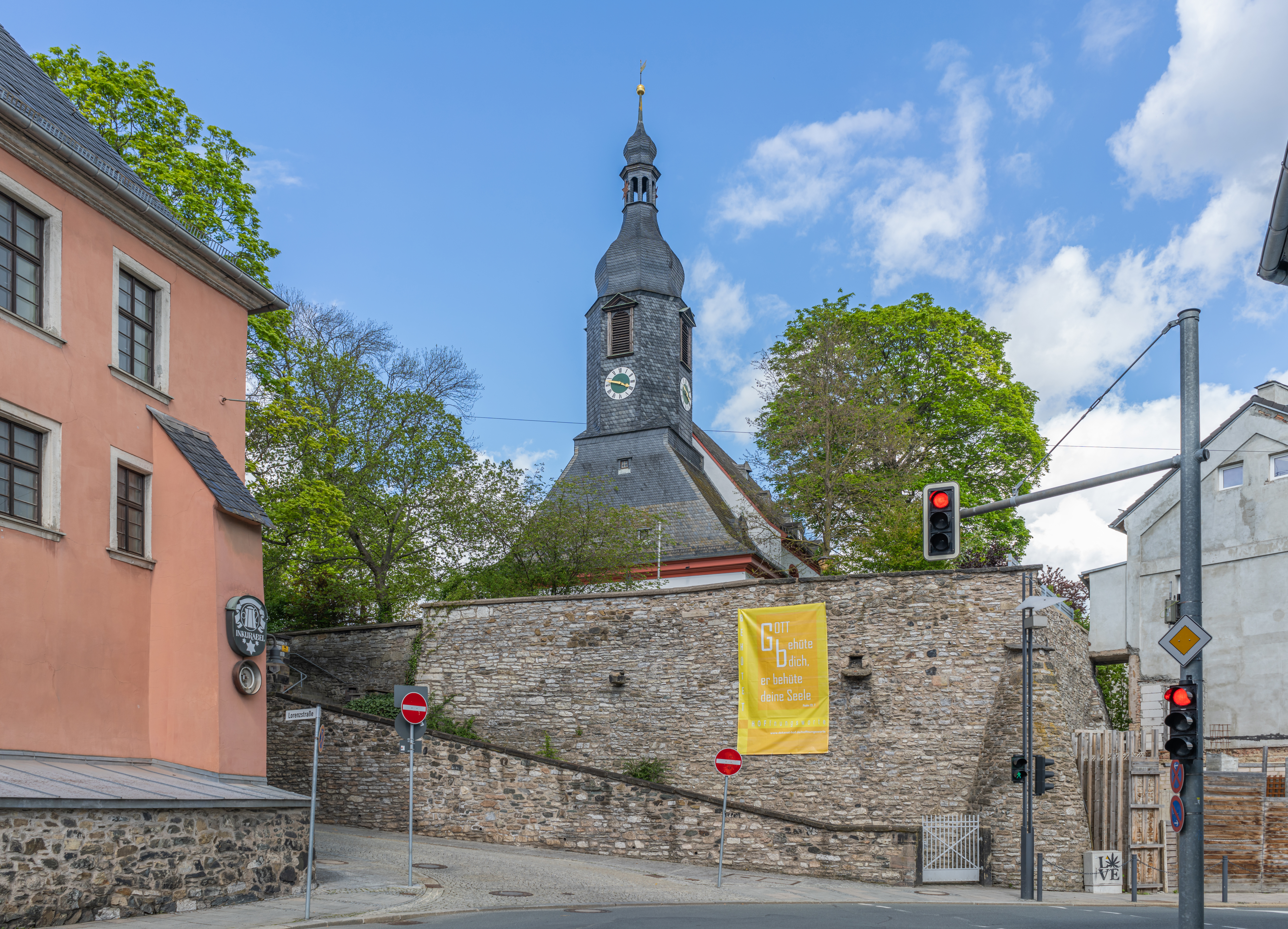
Ansicht aus der Pfarr
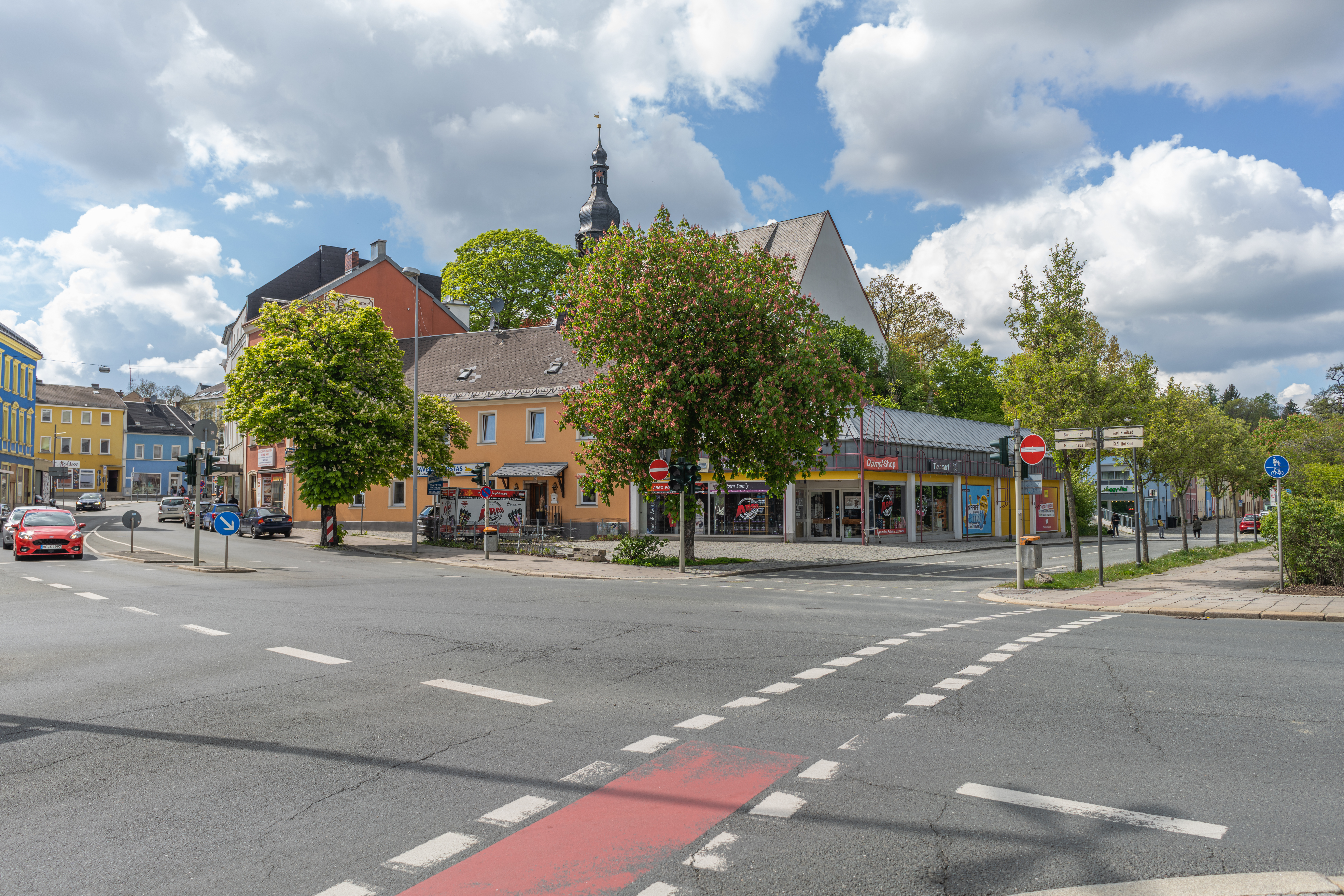
Lorenzkirche und Oberer Anger

## Orgel

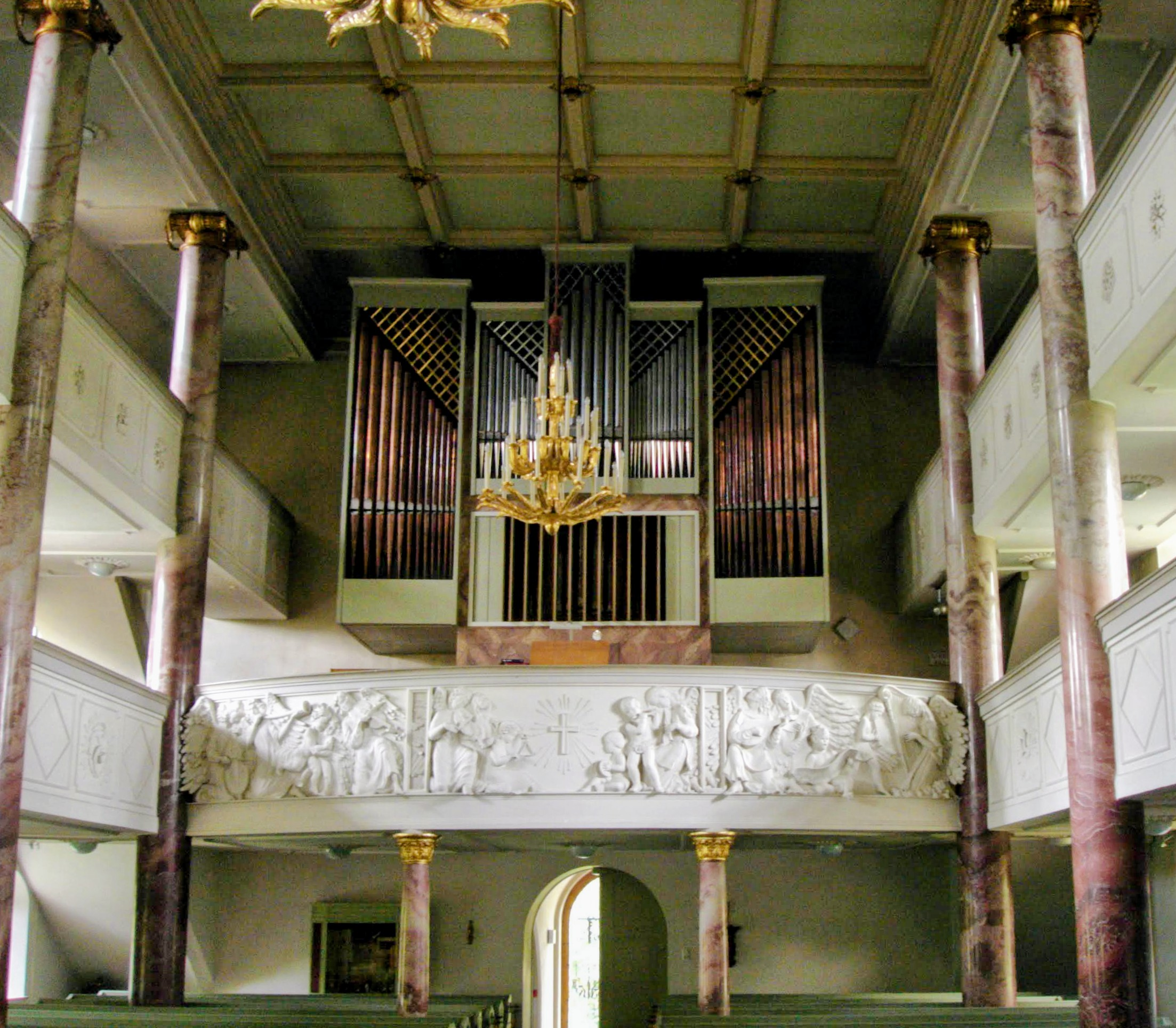
Walcker-Orgel der St. Lorenzkirche

Die Orgel wurde von der Firma Walcker erbaut und 2012 von der Fa. Orgelbau Hörl aus Helmbrechts restauriert.
| I Hauptwerk C–f3 |       |
| Quintade         | 16′   |
| Prinzipal        | 8′    |
| Gemshorn         | 8′    |
| Oktave           | 4′    |
| Spitzflöte       | 4′    |
| Nasard           | 2 ⁄3′ |
| Waldflöte        | 2′    |
| Mixtur IV        | 1 ⁄3′ |

| II Schwellwerk C–f3 |       |
| Gedackt             | 8′    |
| Rohrflöte           | 4′    |
| Sesquialtera II     | 2 ⁄3′ |
| Prinzipal           | 2′    |
| Scharf V            | 1′    |
| Krummhorn           | 8′    |

| Pedalwerk C–f1 |        |
| Subbass        | 16′    |
| Offenbass      | 8′     |
| Basszink III   | 5 1⁄3′ |
| Hintersatz III | 1'     |
| Choralbass     | 4′     |
| Trompete       | 8′     |

- Koppeln: II/I, I/P, II/P

## Glocken
Die drei Kirchenglocken der Hofer Lorenzkirche aus Bronze wurden 1956 von Friedrich Wilhelm Schilling in Heidelberg gegossen.
- Die große Glocke tönt mit dem Schlagton d′ und trägt die Inschrift „Land höre des Herrn Wort“.
- Die mittlere Glocke klingt auf f′ und trägt die Inschrift „Kommt her zu mir alle, die ihr mühselig und beladen seid“.
- Die kleine Glocke tönt auf g′ und trägt die Inschrift „Ich weiß, denn mein Erlöser lebt“.